# Шохор-Троцький Семен Ілліч
Семе́н Іллі́ч Шо́хор-Тро́цький (* 2 січня (14 січня за новим стилем) 1853, Кам'янець-Подільський — † 12 березня 1923, Ленінград, тепер Санкт-Петербург) — російський математик-педагог, професор (1918).

## Біографія
Закінчив Херсонську гімназію, навчався у Петербурзькому інституті шляхів сполучення. 1877 року поїхав за кордон для удосконалення знань. Чотири роки відвідував лекції відомих професорів німецьких університетів. 1882 року повернувся в Росію, працював у Петербурзі. 1887 року склав іспит на звання домашнього вчителя.
Викладав у жіночих гімназіях і інститутах, в Кадетському корпусі, на педагогічних курсах військово-навчальних закладів, в Педагогічній академії Ліги освіти, на Фребелевських педагогічних курсах, у Психоневрологічному інституті, в створених після революції Педагогічній академії, Кам'яноострівському сільськогосподарському інституті.

## Вклад у педагогіку
Шохор-Троцький — один із перших педагогів-математиків, що виступив за реформу математичної освіти в Росії. Він створив курс арифметики, збудований на основі доцільно підібраних завдань, що поступово ускладнюються («метод доцільних завдань»), розробив методику вивчення арифметики спільно з геометрією, сприяв упровадженню в методику вивчення математики індуктивно-лабораторного методу, дав глибоке обґрунтування принципу наочності. Займався також класифікацією завдань і методикою обчислень.

## Твори
- «Методика арифметики з доданням збірника вправ з арифметики для учнів» (1886).
- «Мета та засоби викладання вищої математики з погляду вимог загальної освіти» (1892).
- «Чому та як вчити на уроках арифметики» (1899).
- «Наочність і наочні приладдя при вивченні арифметики» (1904).
- «До реформи системи шкільної освіти» (1906, у співавторстві).
- «Геометрія на задачах. Книга для учнів» (випуски 1—2, 1909).
- «Геометрія на задачах. Книга для вчителя» (1913).
- «Методика початкового курсу математики» (1924).
- «Методика арифметики. Посібник для вчителів середньої школи» (1935).